# لنگتافت، ایست رادینگ آو یورک‌شر
لنگتافت (به انگلیسی: Langtoft) یک روستا و محله مدنی در بریتانیا است که در East Riding of Yorkshire واقع شده‌است. لنگتافت ۴۹۲ نفر جمعیت دارد.